# 筑
筑（ちく）は、古代中国の打弦楽器。現在は使われていない。

## 歴史
筑の形は琴に似ていたが、弾奏するのではなく、竹（「竹」と「筑」は同音）の棒で弦をたたいて音を出す。楽器の詳細は文献によって異なり、弦の数は5弦とも、13弦とも、21弦ともいう。
筑は戦国時代にはすでに存在していた。『戦国策』では斉の都の臨淄において、人々がみな竽・瑟・筑・琴などの楽器を演奏していたと言っている。
筑の奏者としてもっとも有名なのは高漸離であり、友人の荊軻を送るときに筑を演奏した。また筑の名手として始皇帝に近づいて暗殺しようとしたが、失敗して殺された。
漢の劉邦が「大風歌」を披露するときにも筑で伴奏している。
考古学的には馬王堆3号墓から1973年に明器（副葬品）の筑が発見された。胴体は1つの木から作られており、長さ34cm、厚さ3cmで、実用品ではない。1976年には広西貴県羅泊湾漢墓からも明器の「越筑」の断片が発見されている。1993年には長沙市望城坡古墳垸の前漢の長沙王墓から明器でない本物の筑がはじめて出土した。長さ93.4cmで5弦。ほかに馬王堆1号墓や連雲港から筑を演奏している様子を描いた絵が発見されている。
隋・唐まで清商楽の楽器として筑が残存していたが、その後は使用されなくなった。